# María Teresa Rodríguez (pianiste)
Pour les articles homonymes, voir María Teresa Rodríguez et Rodríguez.
María Teresa Rodríguez Rodríguez (Pachuca, Hidalgo, 18 février 1923 – Mexico, 4 septembre 2013) est une pianiste mexicaine. Elle est la première femme à diriger le Conservatoire national de musique de Mexico.

## Formation
María Teresa Rodríguez naît dans une famille de musiciens : sa mère était professeur de piano et son père chanteur et organiste. Considérée comme enfant prodige, elle apprend à toucher le piano dès ses quatre ans et fait sa première apparition publique à huit ans, en jouant des œuvres de Bach, Mozart, Chopin, Debussy et Beethoven, dans le premier concerto. Elle donne son premier concert à  quatorze ans. Après avoir travaillé le piano avec le pianiste compositeur Antonio Gómezanda, elle poursuit ses études à Boston, aux États-Unis, avec le pianiste russe (disciple d'Anna Esipova), Alexandre Borowsky.
En 1952, elle reçoit une bourse de l'Institut national de Beaux-Arts (INBA) pour étudier en Europe.  De 1960 à 1964, elle collabore avec Carlos Chávez, dans sa classe de composition au Conservatoire national de  Mexico. Elle enseigne au conservatoire et est même la première femme à diriger l'institution de 1988 à 1991.
En tant que soliste, elle a joué avec les principaux orchestres du Mexique, l'Orchestre symphonique de Boston, de Cuba, de Dallas, de Moscou, de Londres, de Lima et de l'Université du Colorado à Boulder, Amsterdam, entre autres. Elle a enregistré l'œuvre de Carlos Chávez pour RCA en 1981. Elle a offert des récitals avec Manuel M. Ponce, Julián Carrillo et Claudio Arrau. Elle a joué avec l'Orchestre symphonique national, dirigée par José Pablo Moncayo et avec d'autres chefs d'orchestre, par exemple Luis Herrera de la Fuente, Eduardo Mata, Kirill Kondrachine, Igor Markevitch et Arthur Fiedler.  
María Teresa Rodríguez a été membre du jury du Concours international Frédéric-Chopin à Varsovie, en 1970 ; du Concours international de Montevideo, en Uruguay, en 1972 ; et du Concours inter-États en Saint-Antonio, au Texas, en 1980. En son honneur, le Gouvernement de l'État de Veracruz, a institué le prix « María Teresa Rodríguez ». Elle est morte le 4 septembre 2013, à Mexico.

## Prix et distinctions
- Hôte distinguée de la ville de Denver, Colorado, en 1986.
- Mérite culturel, attribuée par le gouvernement de polonais pour la diffusion de l'œuvre de Chopin.
- Prix d'excellence académique de l'Institut national de Beaux-Arts (INBA) en 1996.
- Hommage lors du festival instrumental d'été tenu à Oaxaca, en 2005.
- Médaille d'or des Beaux-Arts par le INBA et récital hommage dans le Palais des Beaux-Arts en 2006, pour ses 75 ans de carrière artistique.
- Médaille « Pedro María Anaya » par la LIX Législature du congrès de l'État d'Hidalgo, en 2008.
- Prix Nationale de Sciences et Arts par le Secrétariat d'Éducation publique du Mexique, en 2008.
- Médaille « Juan Crisóstomo Doria » par l'Université Autonome de l'État d'Hidalgo, lors de la 26e Foire universitaire du livre, en 2013.